# Slovinky
Slovinky (in ungherese Szalánk, in tedesco Höfen) è un comune della Slovacchia facente parte del distretto di Spišská Nová Ves, nella regione di Košice.